# Chiesa di San Giuseppe (Castellammare del Golfo)
La chiesa di San Giuseppe,  anche chiamata chiesa Nuova (chiesanova in siciliano), è una chiesa cattolica ubicata poco distante dalla testa di la cursa, in via Papa Giovanni XXIII, a Castellammare del Golfo, in provincia di Trapani.

## Storia

### L'edificazione

la Chiesa Nuova agli inizi del 900

Nel mese di gennaio del 1886, per interessamento dell'arciprete Michele Plaia e affiancato dal popolo castellammarese, che offrì denaro e prestazioni a titolo gratuito, iniziarono i lavori per la costruzione della chiesa di San Giuseppe nella zona petrazzi su un terreno dei padri cappuccini. Questi padri, infatti, sul terreno che avevano acquistato, pensavano di costruirci un convento e una chiesa destinata al loro utilizzo, ma tale progetto non venne mai realizzato.
Diverse, infatti, furono le difficoltà per l'edificazione della chiesa di San Giuseppe e non fu facile ottenere il terreno dai padri cappuccini. Da tempo, infatti, in questa zona periferica di Castellammare esisteva un romitorio di frati francescani, poi riformati cappuccini, con accanto un ospizio di mendicità che curavano. Inoltre, nelle vicinanze, era già iniziata la costruzione di una chiesetta dedicata alla Madonna del Carmine mai terminata.
Per tale motivo il tratto di strada che va dalla testa di la cursa alla via Castronovo, un tempo, si chiamava via Riformati, ma in seguito alla morte di Francesco Crispi il tratto a ovest della chiesa fu a lui dedicato e nel 1963 il comune decise di intitolare il tratto a est della chiesa, a papa Giovanni XXIII.
Una volta superati gli impedimenti iniziali e ottenuto il terreno dai padri cappuccini, grazie all'arciprete Michele Plaia e al popolo che volle con ardore l'edificazione della Nuova Chiesa, iniziarono i lavori di costruzione nel gennaio del 1886. L'appalto dei lavori venne affidato al signor Paolo Pillittieri di Monreale.
I lavori terminarono nel 1902 e la chiesa venne inaugurata e aperta al pubblico nello stesso anno. Da subito i castellammaresi la chiamarono Chiesa nuova in merito alla sua recente edificazione. La chiesa fu inizialmente intitolata alla Sacra Famiglia di Gesù Maria Giuseppe, ma la parrocchia sarebbe stata poi intitolata solo a San Giuseppe.

### La congregazione di San Giuseppe
Fin da subito in questa chiesa venne festeggiata la Sacra Famiglia nel mese di gennaio, a conclusione del tempo natalizio. La festa del 19 marzo era invece celebrata in chiesa madre, dove da tanto tempo San Giuseppe veniva festeggiato. Oltre che in chiesa madre, il santo, era venerato nella chiesa di Maria Santissima degli Agonizzanti dove nel mese di agosto con la festa del Patrocinio veniva festeggiato unitamente alla Patrona.

antica foto dell'interno della chiesa di San Giuseppe

A tal proposito, ancora prima che la chiesa diventasse parrocchia, venne istituita una congregazione intitolata a San Giuseppe, formata da molti fuoriusciti dall'omonima congregazione esistente nell'ex-chiesa crocifera Maria Santissima degli Agonizzanti. Ci fu, conseguentemente, una contesa fra le due congregazioni, in quanto la seconda sembrò operare per sostituire la prima.
La controversia fra le due congregazioni durò fin quando quella più antica, esigendo la riconsegna della statua di San Giuseppe e dell'arredamento che era stato trasferito dall'ex-chiesa crocifera alla nuova chiesa dal sacerdote Francesco Pilara, fece ricorso al tribunale ecclesiastico di Mazara del Vallo. Il vescovo Niccolò Mario Audino decise dunque di intervenire e definì che la processione del 21 agosto si doveva svolgere come in passato, portando entrambi i simulacri in processione (Madonna del Soccorso e San Giuseppe) e che il simulacro del santo patriarca doveva continuare a uscire dall’ex-chiesa crocifera. Inoltre stabilì con fermezza che alla processione dovevano partecipare entrambe le congregazioni col discusso stendardo, custodito nella chiesa di San Giuseppe, che sarà consegnato al cappellano della chiesa dei crociferi e dallo stesso sacerdote alla fine della processione sarà restituito alla congregazione della chiesa di San Giuseppe, assieme con gli altri oggetti serviti per la processione.

antica foto dell'esterno della chiesa di San Giuseppe fotografata dall'incrocio di via Crispi con via Roma

### L'istituzione della parrocchia e gli anni più recenti
Dopo 33 anni dall'apertura al culto, la chiesa venne ufficialmente eretta a parrocchia il 24 luglio 1935 con bolla vescovile di monsignor Salvatore Ballo Guercio, vescovo di Mazara del Vallo e il suo primo parroco fu il suddetto rettore Francesco Pilara.
Negli anni 70 a via della forte umidità, dovuta a una sorgente che attraversava le fondamenta della chiesa, gli altari laterali molto rovinati furono completamente abbattuti e mai più ricostruiti. Successivamente, inoltre, furono tolti i due pulpiti presenti ai lati del presbiterio e gli stalli lignei presenti nel coro.
La chiesa nonostante fosse stata aperta al culto ed eretta a parrocchia non fu mai dedicata fino al 2015.
Infatti in occasione della memoria liturgica di San Giuseppe lavoratore e per interessamento dell'arciprete Fabiano Castiglione, anche parroco della chiesa di San Giuseppe, il 1º maggio 2015 alla presenza del vescovo di Trapani Pietro Maria Fragnelli ebbe luogo il rito della dedicazione della chiesa e dell'altare.
Nel corso degli anni diversi furono gli interventi di restauro che interessarono la chiesa di San Giuseppe, di cui l'ultimo avvenuto nel 2008 sotto il parroco Mario Bonura. In quest’ultimo restauro furono rifatti completamente l'altare, l'ambone, la mensa, la sede e il tabernacolo. Inoltre le antiche tavolette della via crucis e gli antichi lampadari furono sostituiti con altri di più recente fattura.

## Il culto di San Giuseppe

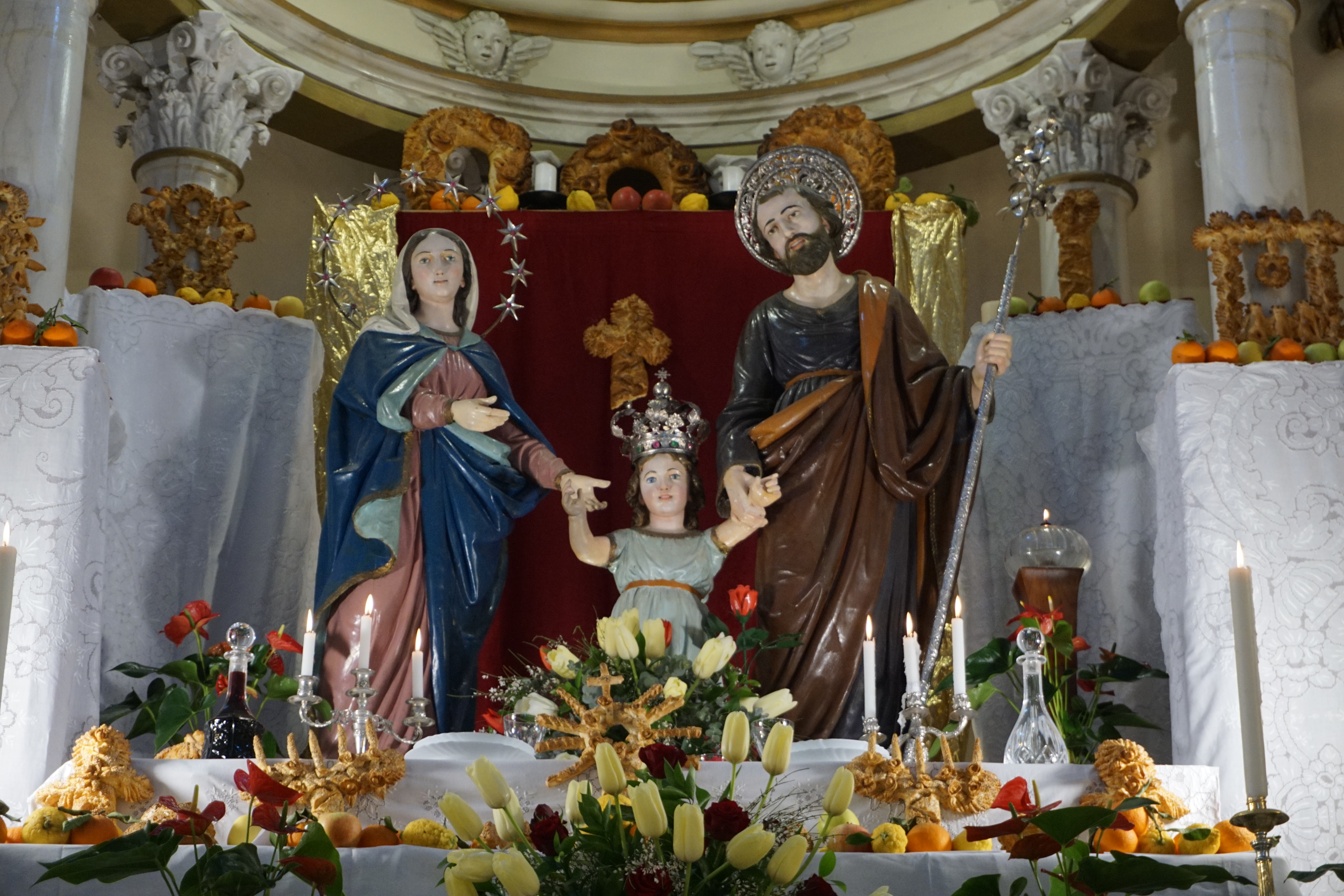
Le antiche statue della Sacra Famiglia poste sull'altare maggiore

Il culto e la devozione a San Giuseppe sono fra i più antichi di Castellammare del Golfo. Si tratta di una venerazione molto sentita e addirittura già presente prima dell'edificazione della chiesa nuova nella zona petrazzi.
Prima della costruzione di questa chiesa, infatti, la devozione verso questo Santo era praticata nella chiesa madre, dove esisteva ed esiste tuttora un altare, accanto alla cappella della Madonna del Soccorso, con una grande pala raffigurante San Giuseppe con il bambino Gesù in braccio e la Vergine Maria. Con la costruzione della chiesa di Sant’Antonio abate, tale culto fu anche introdotto lí. In questa chiesa fu allestito un altare con un pregiata statua lignea del santo, che oggi possiamo ammirare nella chiesa di San Giuseppe ai petrazzi. Il culto di San Giuseppe era, anche, molto sentito nella chiesa di Maria Santissima degli Agonizzanti, dove nel mese di agosto veniva organizzata la Festa del Patrocinio, che prevedeva il grande banchetto pubblico delle tre Sacre Immagini nella strada pubblica accanto la porta d'ingresso della chiesa e infine la processione delle tre statue della Sacra Famiglia la sera del 21 agosto assieme a quelle della Madonna del Soccorso e di San Rocco.
Oltre al 21 agosto San Giuseppe era celebrato il 19 marzo, solennità liturgica del santo. La mattina del 19 marzo, una volta festa di precetto, le chiese erano piene di fedeli e in particolare modo lo era la chiesa nuova. Da questa chiesa, infatti, nel pomeriggio sfilava la processione. Prima che venisse costruita la chiesa nuova, però, la processione usciva dalla chiesa di Maria Santissima degli Agonizzanti. Nella processione del 19 marzo la maggior parte dei fedeli portava in mano grossi ceri accesi e ogni associazione cattolica portava con sé il proprio stendardo. Di grande portata era lo stendardo della Sacra Famiglia della chiesa nuova che veniva portato da uomini robusti. Questo stendardo era lavorato a mano con preziosi ricami con fili d'oro e pietre lucenti mentre le sacre immagini erano dipinte; se ne persero le tracce dagli anni 70.
La festa di San Giuseppe alla fine degli anni 50 venne spostata dall'allora parroco Mariano Basiricò al 1º maggio, solennità di San Giuseppe lavoratore. In occasione di questa festa, annualmente, veniva organizzata la cursa di li scecchi (corsa degli asini), oggi abolita.
Dopo più di 50 anni, nel 2015 l'arciprete Fabiano Castiglione decise di riportare la festa di San Giuseppe al 19 marzo, giorno liturgicamente dedicato alla figura del santo.

### La vampata

Vampata davanti alla chiesa di San Giuseppe

La sera del 18 marzo, vigilia della solennità di San Giuseppe, è consuetudine organizzare in onore del santo patriarca la vampata.
Questa vampata, coincidente con la fine dell'inverno, è una sovrapposizione cristiana a un antico rito pagano di purificazione agraria. In quest'occasione prima della nascita del cristianesimo si bruciavano sui campi, ai margini delle strade, i resti dei raccolti.
In passato la “vampata“ veniva organizzata in ogni quartiere e, in certe zone della città, addirittura in ogni strada. Durante il giorno, infatti, in un angolo della strada ognuno portava un mazzo di legna in modo che arrivata la sera ce n'era un'abbondante quantità. La “vampata”, dunque, durava ore e ore; quasi sempre fino alla mezzanotte. Attorno ad essa si raccoglievano adulti e bambini ed in compagnia si recitava il rosario in dialetto castellammarese in onore di San Giuseppe.
Sul finire della legna era consuetudine per i ragazzi saltare sulle vampe e una volta finito il fuoco, i carboni ardenti venivano raccolti e portati in casa per il riscaldamento notturno. La rimanente cenere, alla fine, veniva poi sparsa nei campi come buon auspicio per il raccolto.
Ancora oggi la vampata è una tradizione molto sentita a Castellammare, ma a causa dell'asfaltamento delle strade, sono state vietate sulle vie cittadine per evitare la liquefazione dell'asfalto. Pertanto le vampate sono organizzate nelle campagne mentre, ancora oggi, la parrocchia di San Giuseppe la organizza davanti al portone principale della chiesa.

### Gli altari di San Giuseppe

altare di San Giuseppe in un'abitazione privata

Gli altari in onore di San Giuseppe sono una tradizione molto sentita ancora oggi, seppure con un tono minore, a Castellammare del Golfo.
Si tratta di una vera e propria maestria che richiede un duro lavoro preparato almeno un paio di settimane prima del 19 marzo.
Una volta allestito ed ultimato l'altare si svolge una vera e propria festa, che in genere dura una settimana, nella quale ogni giorno c'è un pellegrinaggio ininterrotto di persone, che si reca in visita nella casa che ospita l'altare. Al termine della giornata, generalmente dopo cena, si canta il santo rosario in dialetto castellammarese, l'inno e la litania di San Giuseppe. Il San Giuseppe in casa si conclude il 19 marzo o la domenica successiva con la santa messa in chiesa e il convito, alla presenza delle tre figure che rappresentano la Sacra Famiglia (generalmente un uomo adulto, una giovane donna e un bambino).
L'altare di San Giuseppe, viene sontuosamente addobbato sotto un grande baldacchino e con diversi gradini, alla cui sommità viene posto un grande quadro della Sacra Famiglia. Sui gradini, rivestiti da bianche tovaglie artisticamente ricamate a mano dalle donne, sono collocati i maestosi “pani di San Giuseppe”, le candele,  i fiori e vari agrumi; mentre ai lati, spesso, vengono sistemati dei rami di palme o delle foglie di alloro a cui vengono fissate le cudduredde(piccoli pani di San Giuseppe).L'altare, solitamente, viene allestito nella stanza più grande a pianterreno e la strada dove si trova la casa ospitante, viene ornata con delle palme. In passato veniva, anche, allestito all'esterno dell'abitazione, davanti alla porta.
I pani di San Giuseppe, chiamati cudduredde in siciliano, sono dei pani speciali lavorati con grande maestria e in maniera artistica. La dimensione dei pani varia in base alla collocazione ad essi destinata. Infatti, i pani più grandi vengono posti sull'altare, mentre quelli più piccoli vengono realizzati per essere donati alla gente che visita l'altare. A questi pani vengono date forme artistiche riproducenti: angeli, fiori, l'ostensorio, bastoni, le iniziali del Santo Patriarca (S,G), pesci, palme, candelabri ecc. ecc.
Le cudduredde più importanti e più grandi a volte arrivano a pesare sette chili e sono quelle che rappresentano la Sacra Famiglia. Il pane dedicato a San Giuseppe è rappresentato da un bastone fiorito, oppure è di forma stellare con otto punte; quello di Gesù è sempre a forma di croce; mentre quello della Madonna è rappresentato da una grande palma, un grande giglio o un altro grande fiore.
Come si può dedurre, per preparare il San Giuseppe in casa occorre una notevole somma di denaro e presupponeva una certa rilevanza economica della famiglia che l'organizzava e poiché a volte, le risorse di una sola famiglia non lo consentivano, più famiglie cooperavano per realizzarlo. Altre volte, invece, veniva realizzato grazie ad una raccolta fatta porta a porta oppure per voto, al fine di esercitare un atto di umiltà, o per bisogno, poiché in casa mancavano le risorse.

#### Il tuppi tuppi

Un tuppi tuppi del 1985 in via Calcara

A conclusione della settimana, giunto il 19 marzo o la domenica successiva vengono scelte tre persone, di solito di umile famiglia, che devono rappresentare Gesù, Giuseppe e Maria. Le tre figure vengono vestite secondo i loro costumi tradizionali: San Giuseppe, in genere, indossa una veste gialla con un mantello rosso o marrone, mentre nel capo regge una corona di alloro e con la mano destra impugna il bastone con il giglio bianco. La Madonna è vestita, invece, con una veste bianca e un manto azzurro mentre sulla testa porta una corona di fiori. Gesù bambino, anch'egli vestito di bianco porta un'aureola dorata sul capo.
Il comitato organizzatore una volta vestite le tre figure, le preleva a domicilio e preceduti dallo stendardo della Sacra Famiglia con il tamburinaro e seguito da molte altre persone, si recano in chiesa per la santa messa.
Una volta finita la messa ci si reca, sempre in corteo, verso la casa dove è stato allestito l'altare con la mensa. Arrivati a destinazione viene rievocata la vicenda relativa allo smarrimento di Gesù al tempio di Gerusalemme. Un componente del comitato, sottrae il bambino Gesù a San Giuseppe e alla Madonna e viene portato all'interno della casa che ospita l'altare, in quel momento a porte chiuse.
Giuseppe e Maria, una volta accortisi dello smarrimento iniziano a cercare il bambino Gesù e accompagnati dalla stendardo, dal tamburinaro e dalla gente iniziano a bussare ad una porta dopo l'altra e a chiedere: Aviti vistu un picciriddu? (avete visto un bambino) e il padrone di casa risponde: Un sapemu nenti, ccà un c'è nuddu (non sappiamo niente, qui non c'è nessuno) e sbattendogli la porta in faccia dice: Itivinne (andatevene).
Alla terza porta, però, avviene il ritrovamento e alla domanda di rito posta da Giuseppe e Maria, il proprietario della casa risponde: CCà è! Rapu li porti cu' granni alligria, trasiti tutti 'nta sta casa mia, viva Gesù, Giuseppi e Maria! (qua è! apro le porte con grande allegria, entrate tutti in questa casa mia, viva Gesù, Giuseppe e Maria).
Da questo antico rito proviene il termine dialettale tuppi tuppi che viene dal verbo bussare, che in siciliano si dice tuppuliare.

#### Il pranzo
Una volta ritrovato il bambino Gesù, un sacerdote benedice l'altare e il cibo preparato. Le tre sacre immagini dopo essersi lavate le mani in una preziosa bacinella, prendono posto attorno ad un tavolo allestito davanti all'altare. Così inizia l'interminabile sfilata di pietanze, preparate dalle donne, con ogni tipo di prelibatezza.
San Giuseppe, la Madonna e Gesù non toccano mai le posate e neanche il cibo, in quanto vengono imboccati da tre uomini del comitato, che sulla spalla sinistra tengono appoggiata una pregiata tovaglia bianca che funge loro da salvietta.
Poiché le pietanze sono moltissime, addirittura a volte 150 o anche più, le tre figure si limitano solamente ad un assaggio e il restante cibo viene poi offerto ai presenti.
Finito il banchetto, dopo un apposito canto, il bambino Gesù sale su una sedia coperta da un drappo bianco e girando su sé stesso benedice i presenti.
Subito dopo, ancora in processione, le tre figure vengono accompagnate al loro domicilio e i tre che li avevano serviti portavano con sé tre grandi pani a loro destinati.
Tutto il cibo rimasto veniva devoluto ai bisognosi o offerto agli orfani alloggiati negli istituti.

## Descrizione
La chiesa di San Giuseppe sorge nel quartiere petrazzi  a poche centinaia di metri dalla testa di la cursa in via Papa Giovanni XXIII, prolungamento della via Francesco Crispi. Dopo la chiesa madre è la seconda chiesa più ampia di Castellammare del Golfo. Misura 37 metri in lunghezza e 17 in larghezza.

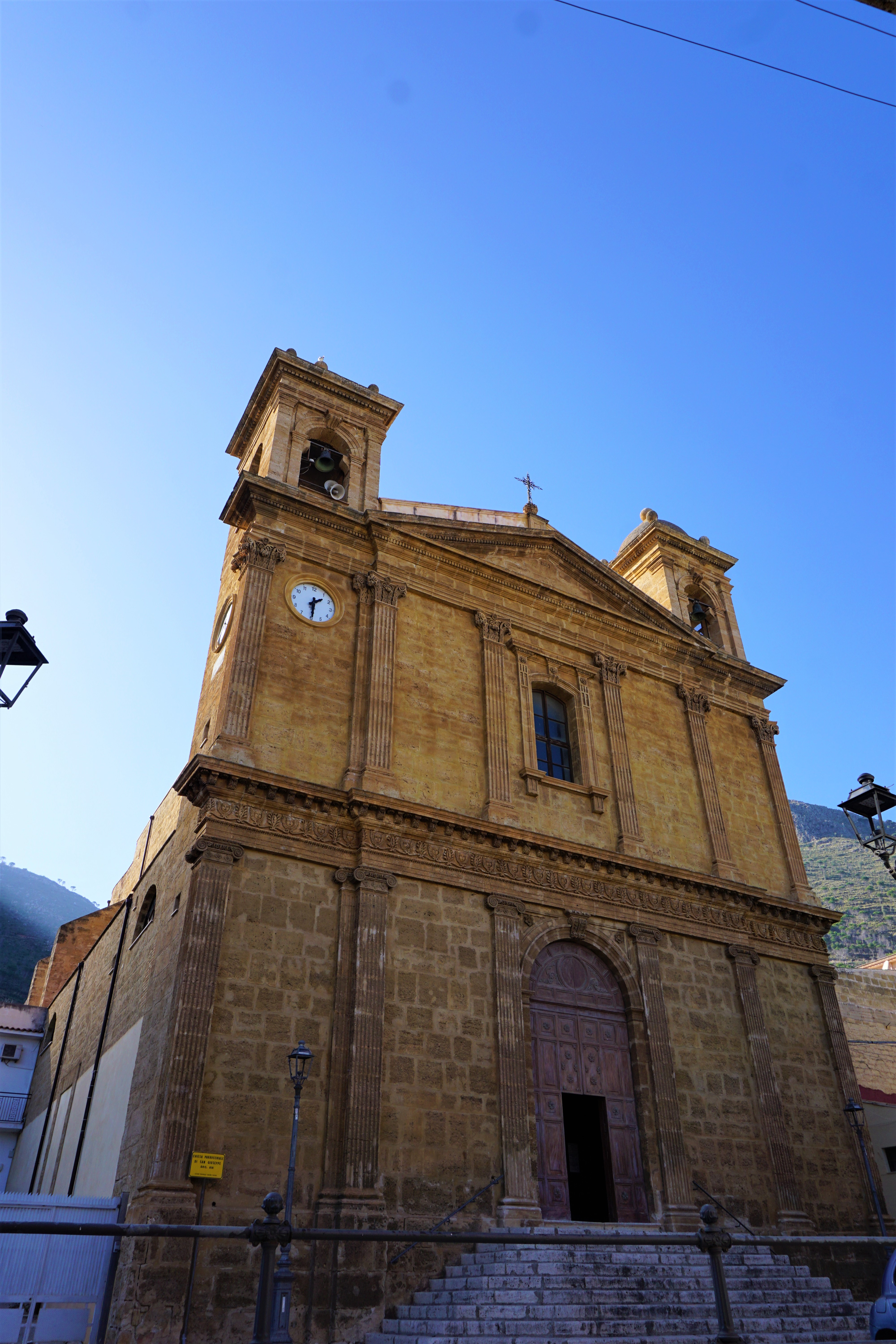
facciata della chiesa

### Esterno
La facciata in stile barocco si articola su due ordini, separati da un'artistica trabeazione con fregio decorato da delle teste d'angelo. L'intero edificio è rivestito in pietra tufacea e ha due porte d'ingresso. Il portone principale si apre sulla via Papa Giovanni XXIII mentre quello secondario, rivolto verso ovest, si affaccia sulla via chiesa nuova.
Il primo ordine pentapartito da sei paraste scanalate con capitello ionico è spartito a metà da un maestoso portone in legno decorato con elementi floreali ed incorniciato da un portale centinato con al centro una chiave di volta. Il portone è preceduto da un'imponente scalinata in pietra.
Il secondo ordine anch'esso pentapartito da sei paraste scanalate ma con capitello corinzio, è spartito a metà da una grande finestra incorniciata da due piccole lesene doriche con architrave.
Sovrasta la facciata un ampio frontone, preceduto da una ricca cornice, con all'apice una croce in ferro. Nel timpano è inciso l'anno 1889; anno in cui la chiesa era in costruzione.
Sono presenti due torri campanarie leggermente indietreggiate rispetto al corpo centrale sormontato dal frontone. In entrambe le torri sono presenti quattro aperture ad arco a tutto sesto dove sono posizionate le campane; sovrasta ogni torre, una cupoletta con a vertice una sfera e circondata da quattro pinnacoli. La torre campanaria est è munita di due orologi, uno collocato nella facciata e l'altro rivolto verso la via Crispi. Entrambi si trovano nel secondo ordine.

### Interno

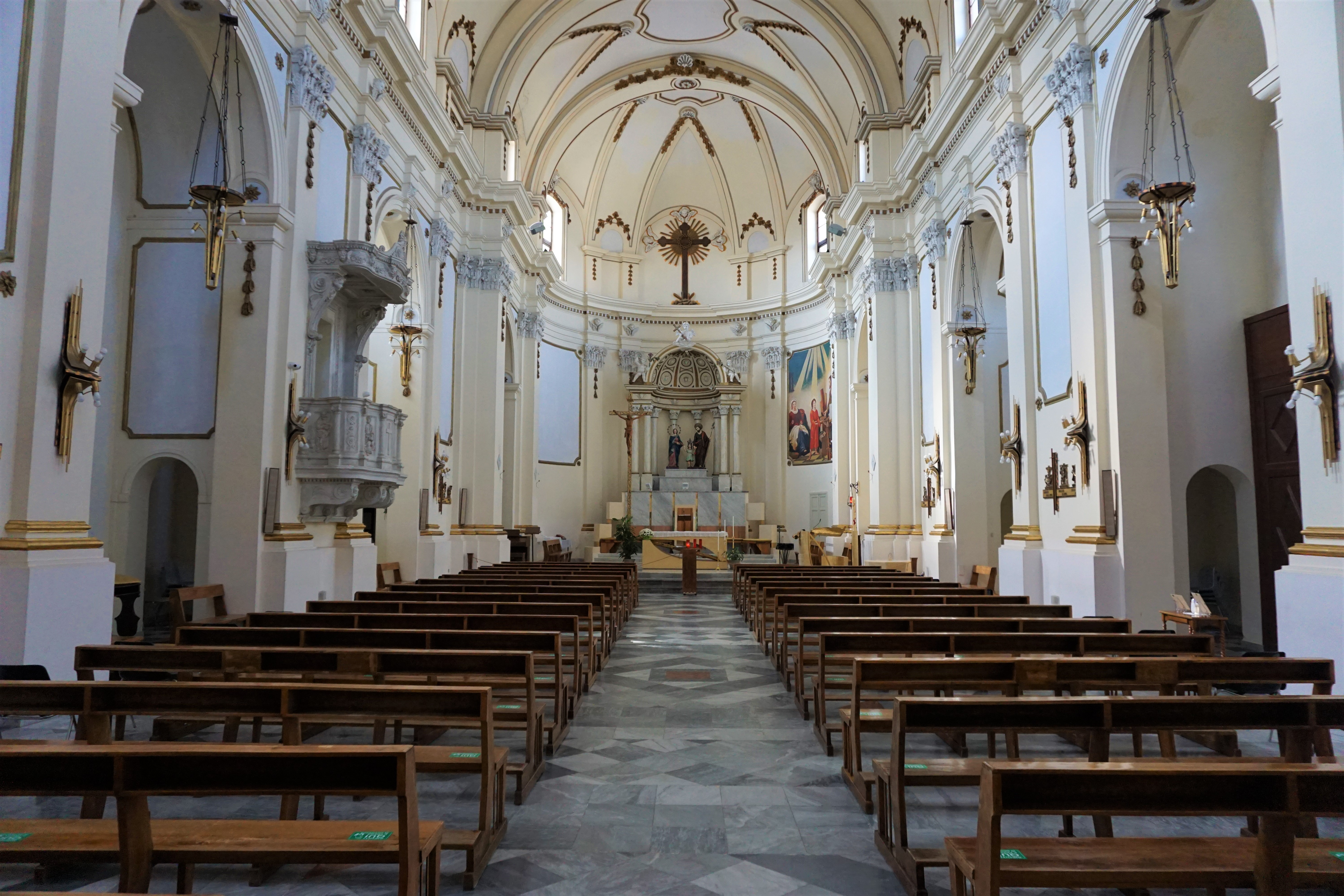
l'interno

L'interno a navata unica è coperto da una volta a botte decorata con artistici stucchi che riproducono elementi floreali, conchiglie e teste di angelo mentre nel catino absidale è raffigurata una grande croce. Nella volta sono presenti cinque cornici, di cui quella centrale più ampia, realizzate per essere affrescate. Tale progetto non venne mai a compimento, infatti ancora oggi risultano vuote.
Al di sopra del cornicione, che si sviluppa per tutto il perimetro della navata, si aprono 10 grandi finestre (5 per lato) attorniate da delle vele che si proiettano verso le cornici presenti nella volta. Anche nella controfacciata è presente un ulteriore finestra.
Si accede alla chiesa dal portone principale attraverso una maestosa bussola in legno, decorata con elementi floreali e sorretta ai lati da due colonne per lato con capitelli corinzi. Al di sopra della bussola, sono presenti degli artistici stucchi raffiguranti due angeli che reggono in mano un grosso medaglione con l'incisione latina: ITE AD JOSEPH. Si tratta di un'espressione devozionale a San Giuseppe che tradotta in italiano significa andate da Giuseppe.
A dividere il presbiterio dalla navata è un imponente arco trionfale di forma circolare e sorretto da due robuste paraste con capitelli corinzi in gesso. A ridosso dell'arco, nel presbiterio, fino agli anni 70 erano collocati due cori in legno dove al di sopra si affacciavano due imponenti pulpiti sontuosamente decorati, successivamente abbattuti. Tuttora è presente un terzo pulpito, situato tra la seconda e la terza arcata sinistra, nel quale è possibile distinguere con chiarezza i quattro Evangelisti che sono raffigurati con il loro rispettivo simbolo.

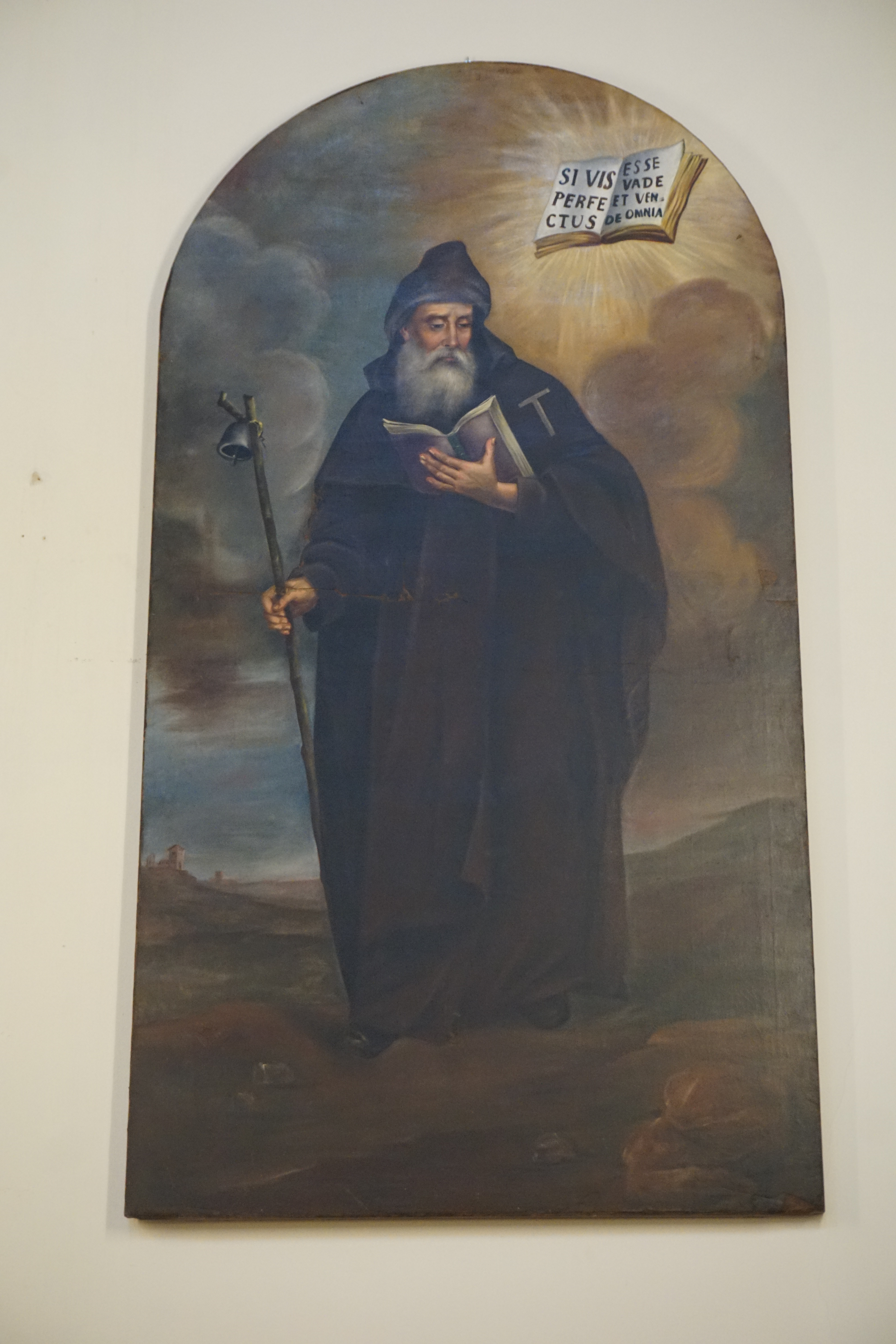
antica tela di Sant'Antonio Abate proveniente dall'omonima chiesa in via tenente Buffa

Lungo il perimetro della chiesa sono presenti 8 arcate (3 per ogni lato), di cui due nel presbiterio, collegate fra loro tramite dei corridoi e separate da delle paraste binate con capitelli corinzi in gesso. In queste arcate, fino agli anni 70 erano installati gli altari in seguito rimossi. Gli altari laterali erano: il primo entrando a destra era dedicato a San Nicola (pala XX secolo), seguiva quello del Sacro Cuore di Gesù che appare a Santa Margherita Maria Alacoque (statue); entrando a sinistra, subito dopo il fonte battesimale, era presente l'altare dell'Addolorata (pala XX secolo) successivamente intitolato a San Pasquale (statua), seguiva l'altare dell'Immacolata Concezione (pala XX secolo) in seguito dedicato alla Madonna di Fátima (statua).
Successivamente all'abbattimento di questi altari, anche le statue e le tele furono sottratte alla vista del popolo ma dopo diversi anni, queste opere sono state ricollocate nelle arcate dove un tempo erano sistemate. Assieme a queste opere è possibile ammirare l'antichissima pala di Sant'Antonio Abate un tempo collocata sull'altare maggiore dell'omonima chiesa, situata in via tenente Buffa. Sono inoltre presenti le statue di San Vito martire e di San Francesco d'Assisi collocate nella prima arcata sinistra, di fianco al fonte battesimale.

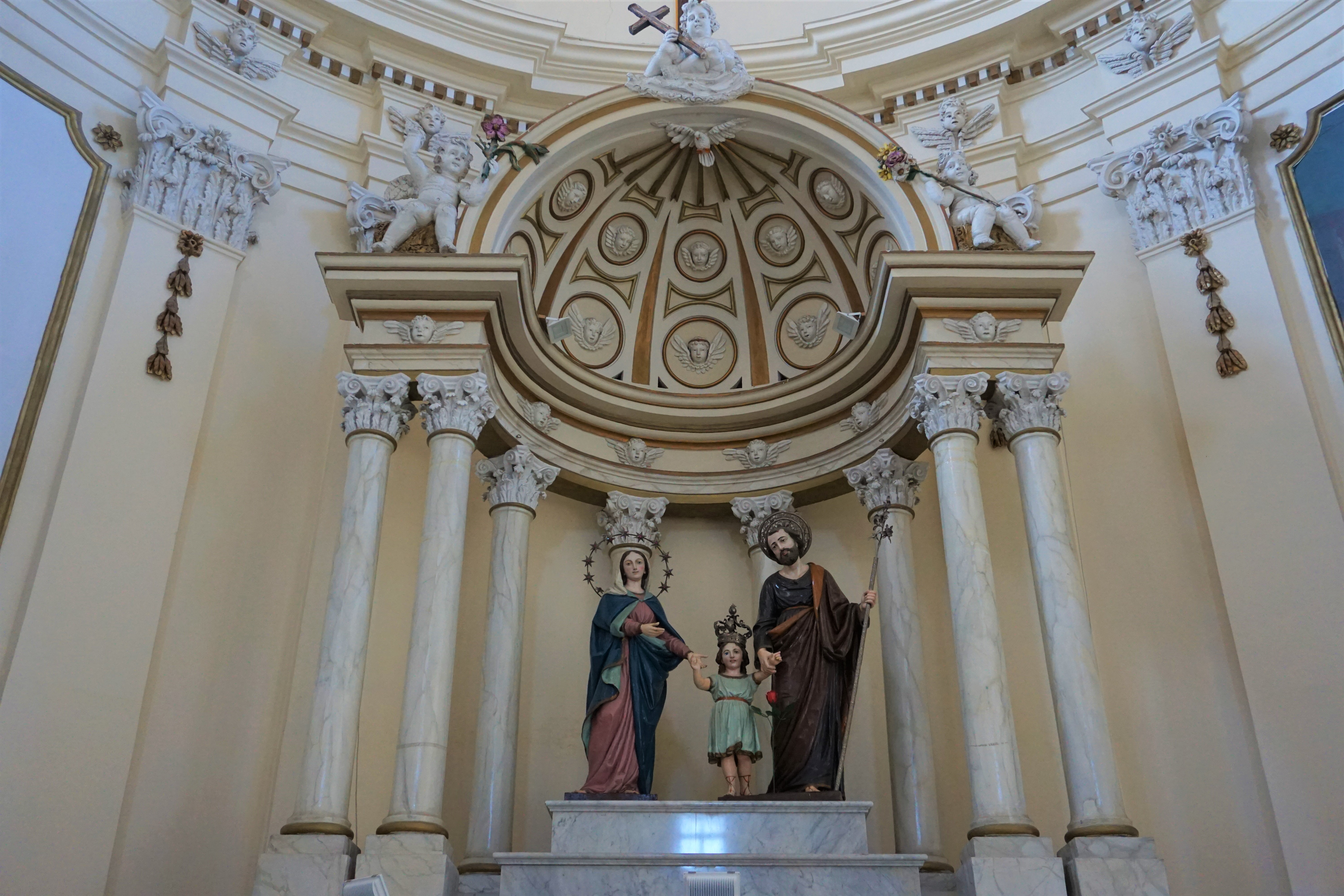
l'altare maggiore della Sacra Famiglia

Di fatto, l'unico altre oggi presente è l'altare maggiore situato nell'abside e dedicato alla Sacra Famiglia. L'altre è composto da un'artistica semi cupola, decorata con teste di angelo e sorretta da 8 colonne con capitello corinzio. Sulla sommità ed ai lati della semi cupola sono collocati tre grandi angeli che in mano reggono rispettivamente un fiore, una croce e un bastone fiorito simboli di Maria, Gesù e Giuseppe.
Sotto la semi cupola sono collocate la statue lignee di Giuseppe con il Bambino Gesù e la statua di Maria. L'antica statua di San Giuseppe di pregevole valore artistico fu sistemata in questa chiesa dal rettore Francesco Pilara. Infatti questa statua originariamente collocata nella chiesa di Sant'Antonio Abate, fu poi trasferita nella chiesa di Maria Santissima degli Agonizzanti e infine sistemata nella chiesa di San Giuseppe. La statua della Madonna di più recente fattura fu aggiunta in un secondo momento.
Nel presbiterio, in seguito ai lavori di restauro del 2008, sono stati sostituiti l'ambone e la mensa. Quest'ultima, in marmo, è forata centralmente ed è attraversata diagonalmente da una trave in legno che artisticamente rappresenta un chicco di grano, simbolo di Cristo che vince sulla morte. Affiancata alla mesa è stata collocata una grande croce con un crocifisso in legno. L'ambone, invece, raffigura artisticamente una pergamena aperta.
Sono stati oggetto di sostituzione anche gli antichi lampadari, con altri di recente fattura, la via Crucis originaria e il vecchio tabernacolo ligneo. Quest'ultimo sostituito da uno nuovo di forma sferica in marmo nel quale sono scolpite una vite e delle spighe, simbolo di Cristo. Al restauro del 2008 si deve anche la realizzazione, a destra dell'altare maggiore, di un affresco raffigurante la Sacra famiglia.

## Riti e celebrazioni
- 19 marzo, Solennità di San Giuseppe

Annualmente nella chiesa di San Giuseppe, nei giorni precedenti al 19 marzo si svolge la novena in onore del Santo Patriarca. La sera del 18 marzo, vigilia della festa, davanti al portone principale si svolge la tradizionale vampata. I festeggiamenti, culminano, il 19 marzo con la processione e i fuochi d'artificio. In occasione della festa viene, anche, allestito un altare e organizzato il rito del tuppi tuppi.
- 1º maggio, festa di San Giuseppe Lavoratore

## Galleria d'immagini

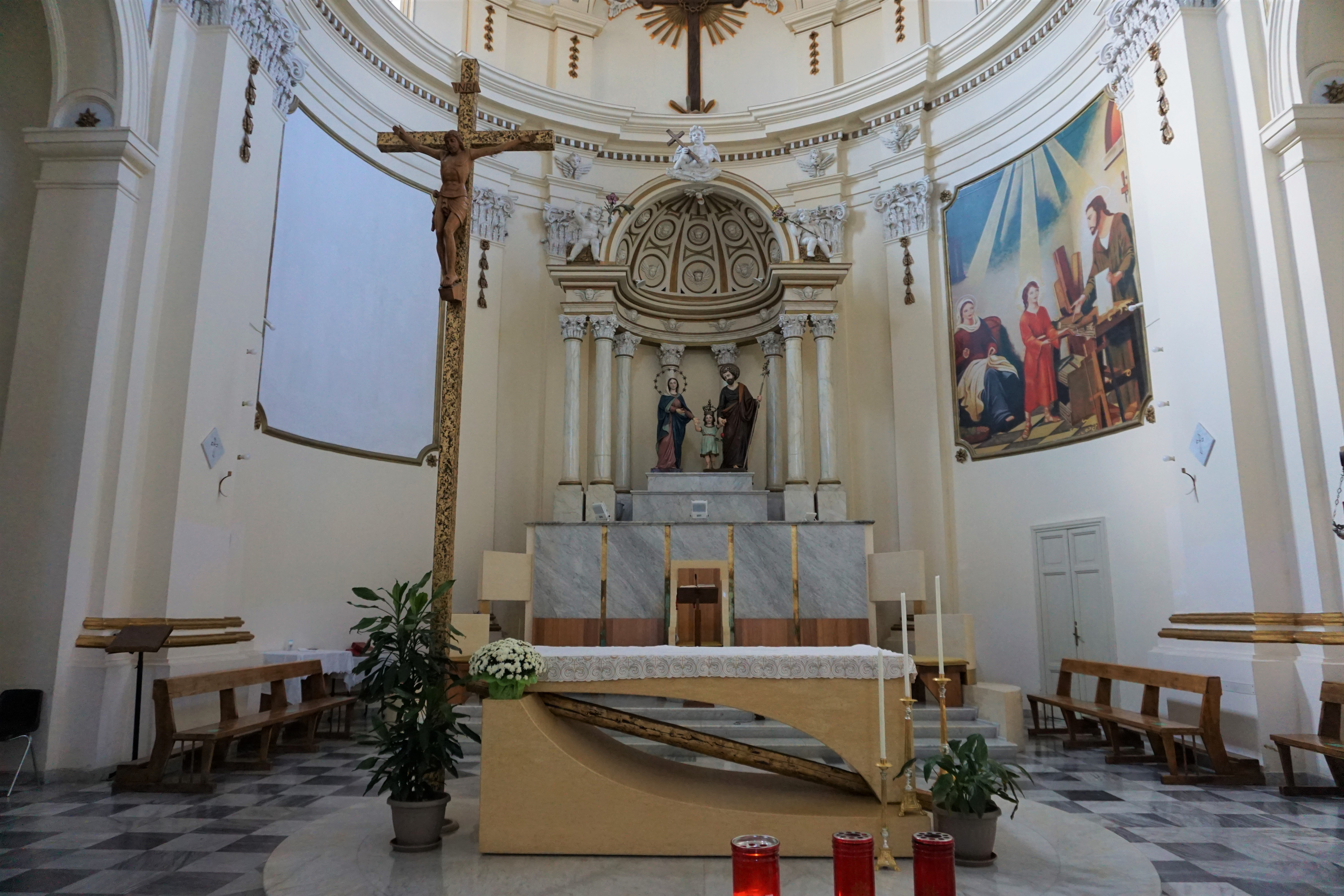
il presbiterio
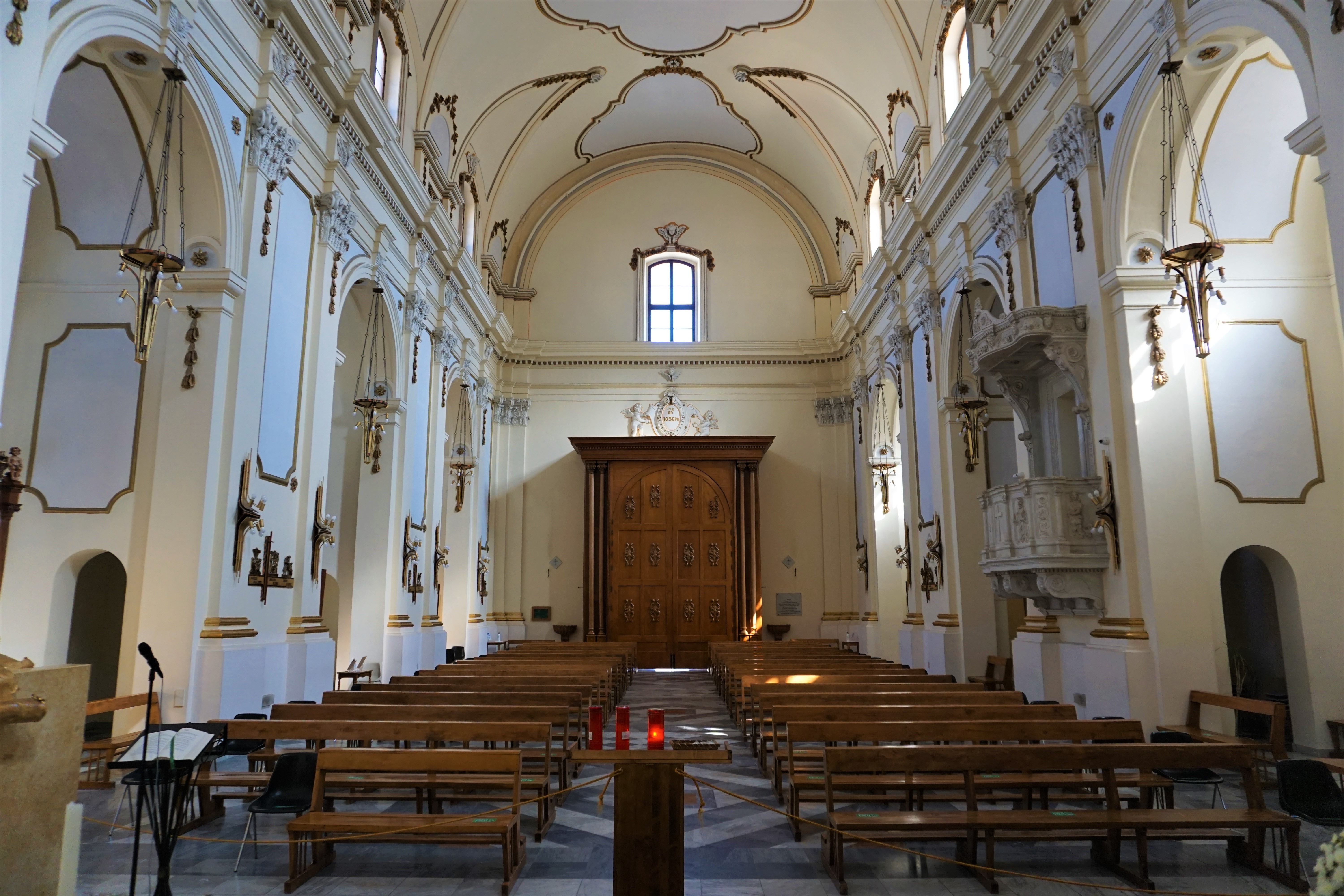
controfacciata
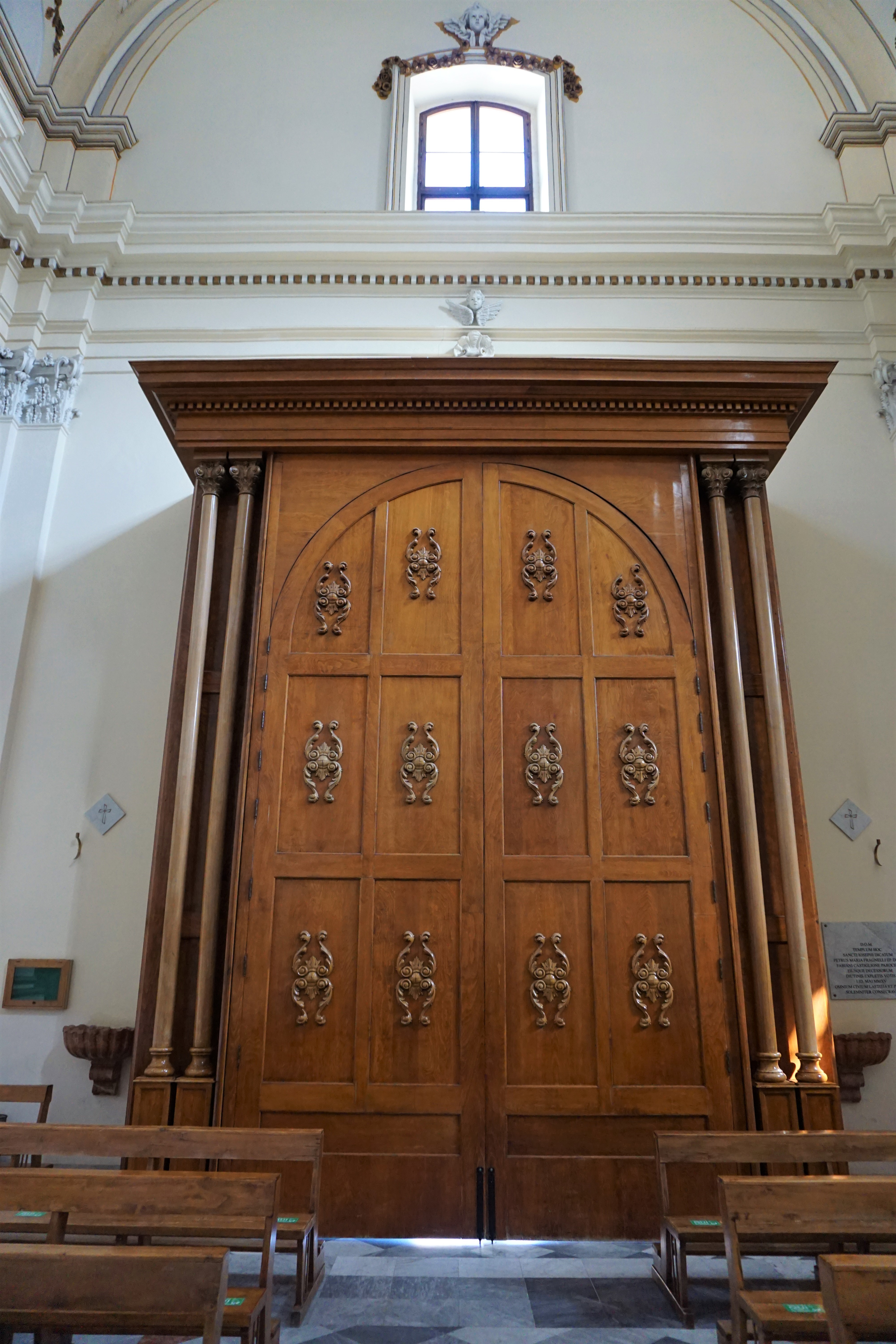
la bussola in legno
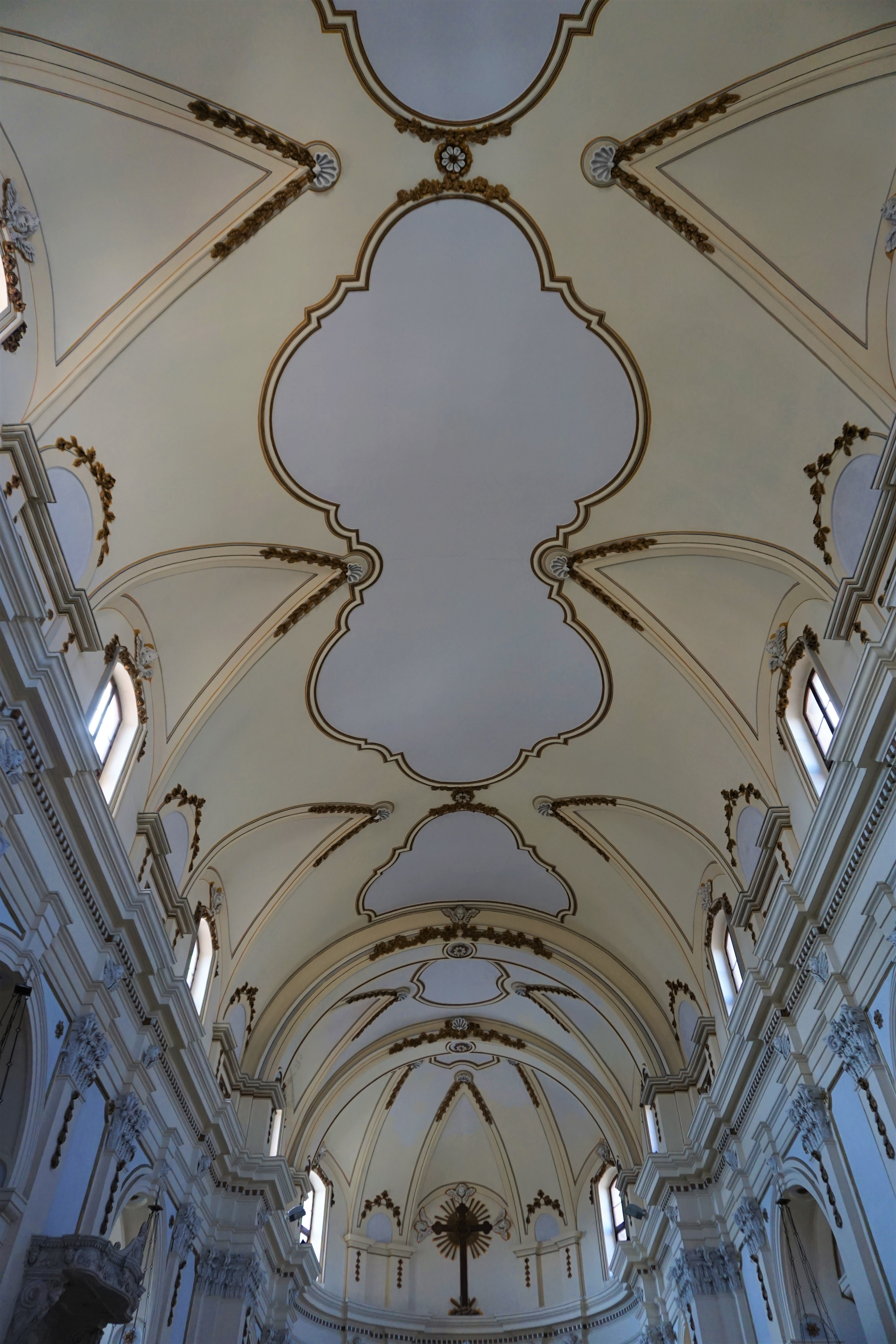
la volta
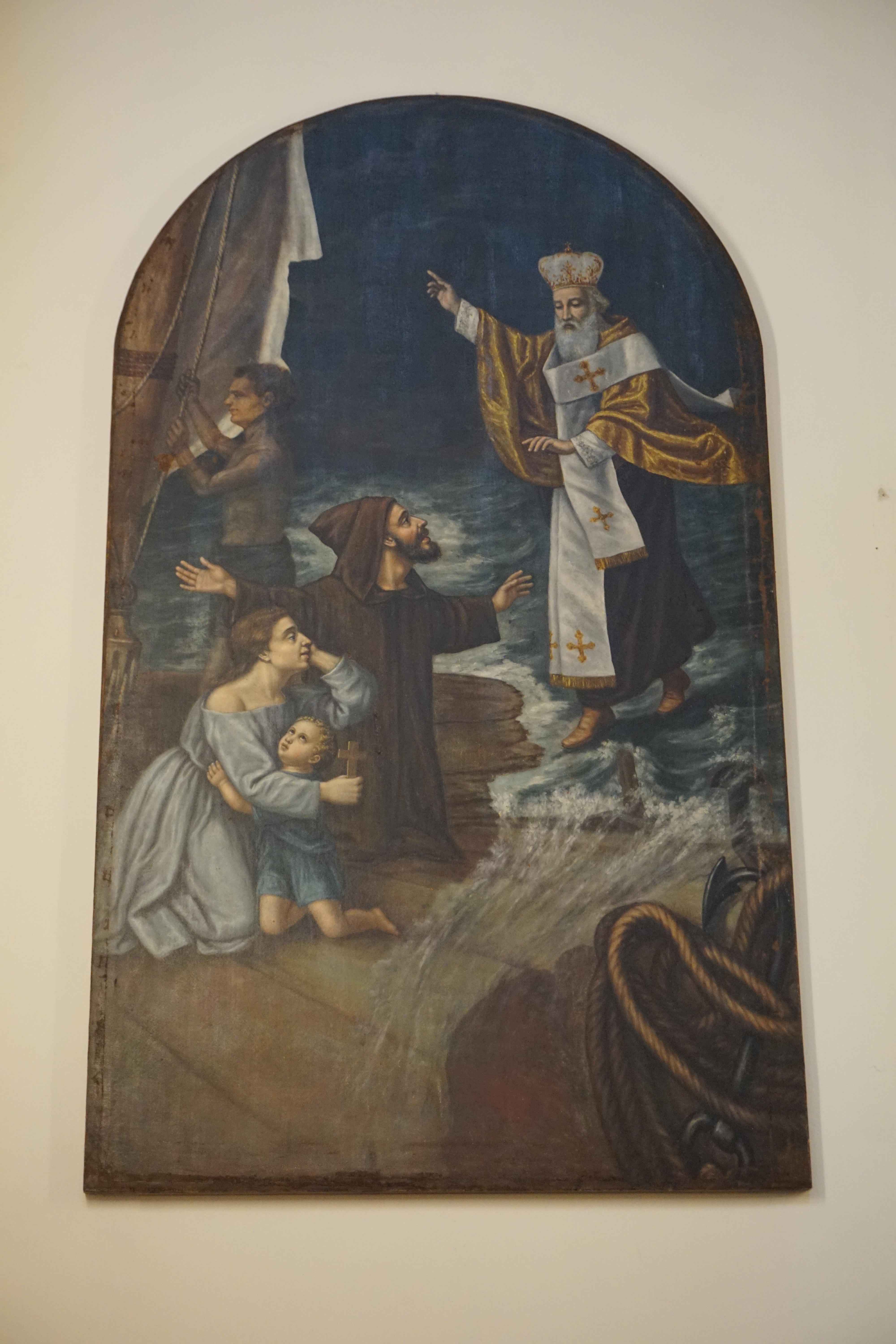
tela di San Nicola di Bari (XX secolo)
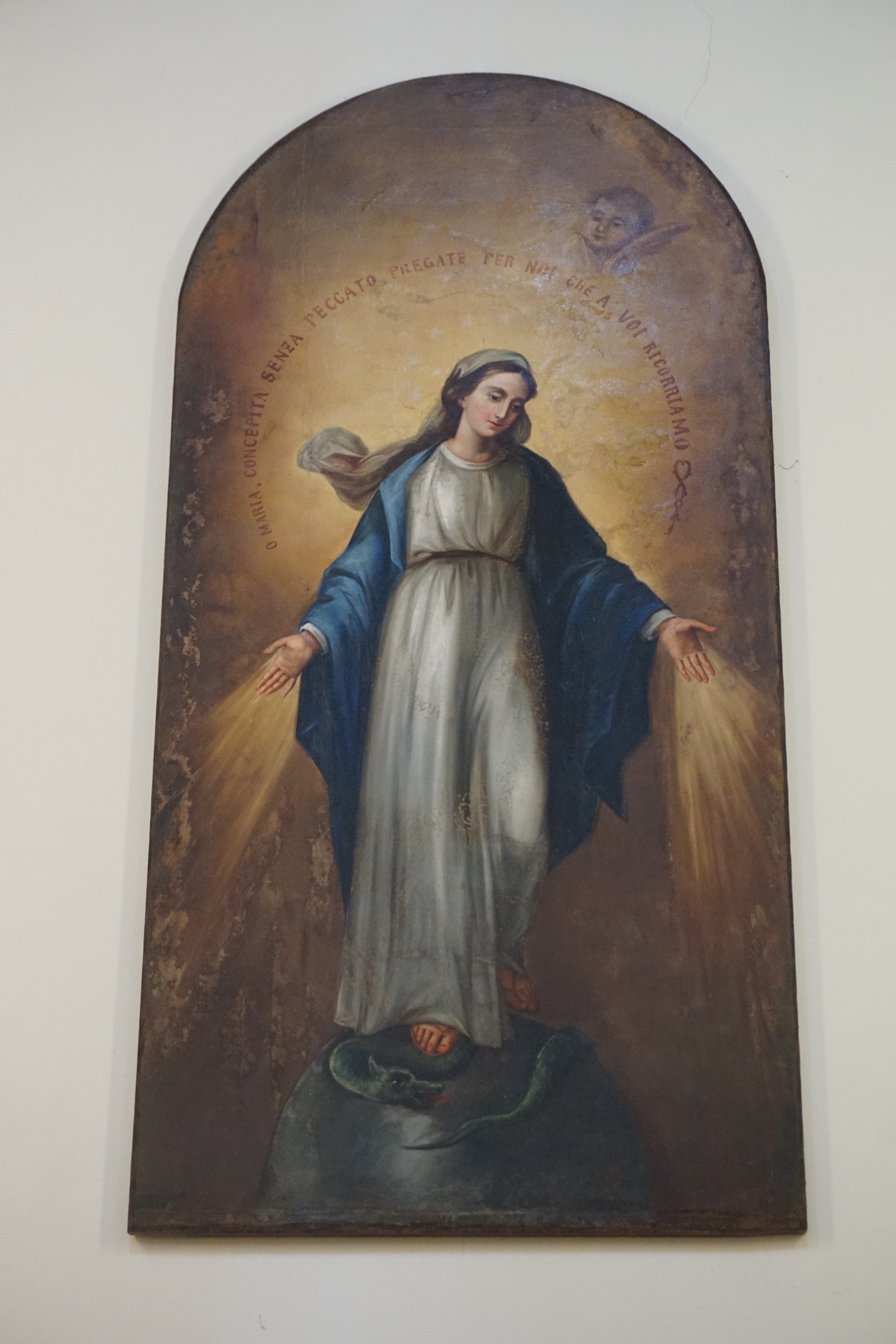
tela dell'Immacolata Concezione (XX secolo)
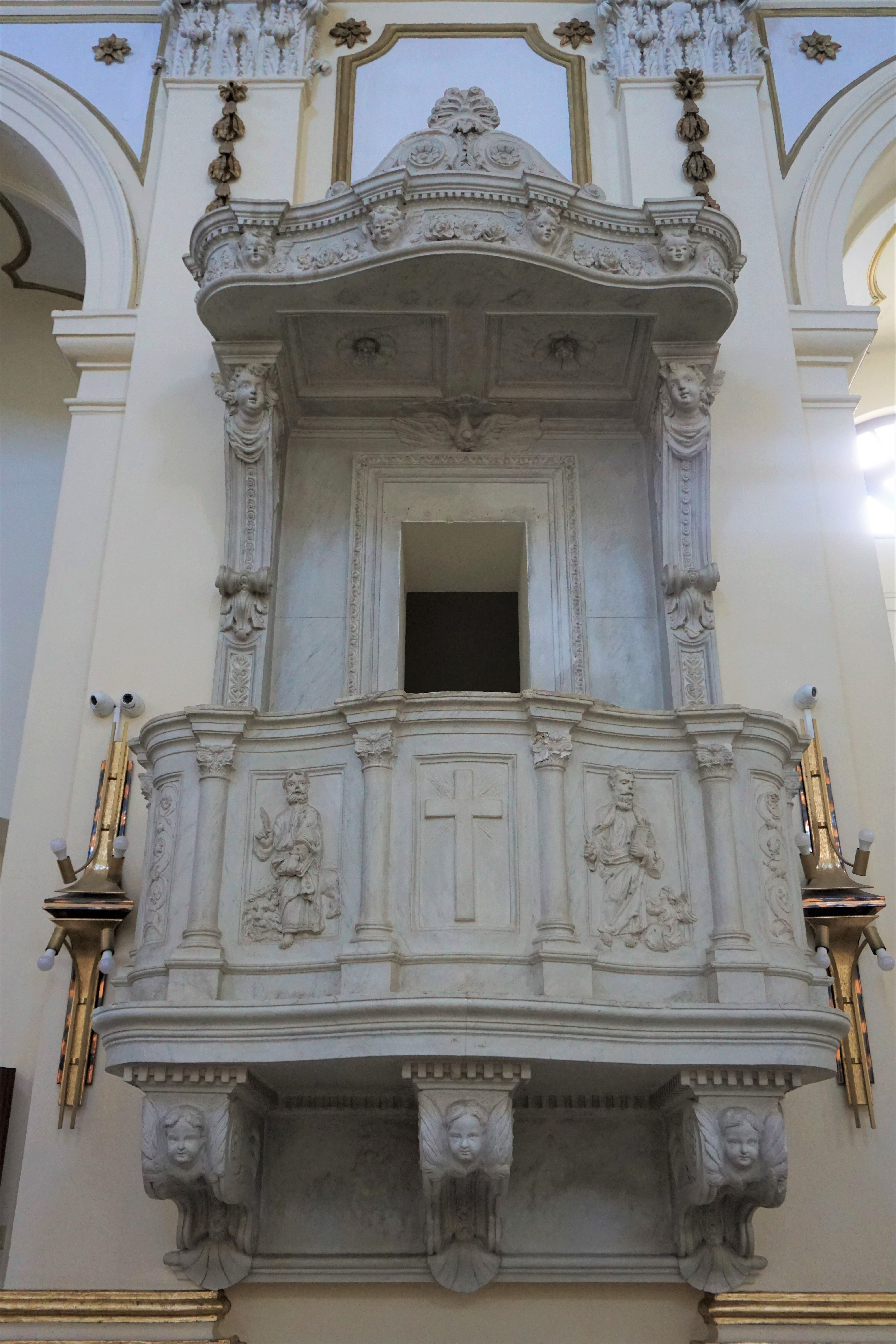
il pulpito
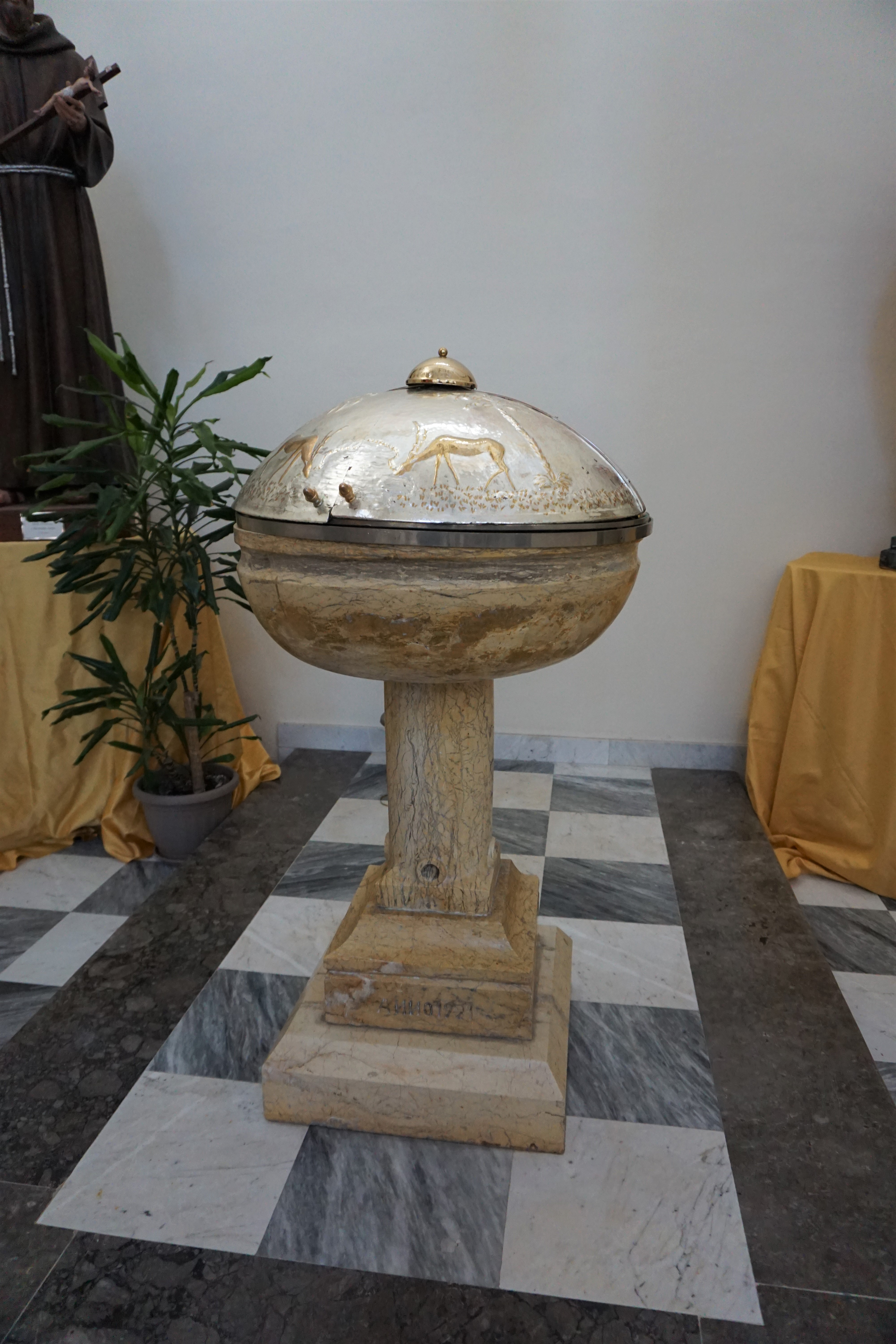
il fontebattesimale
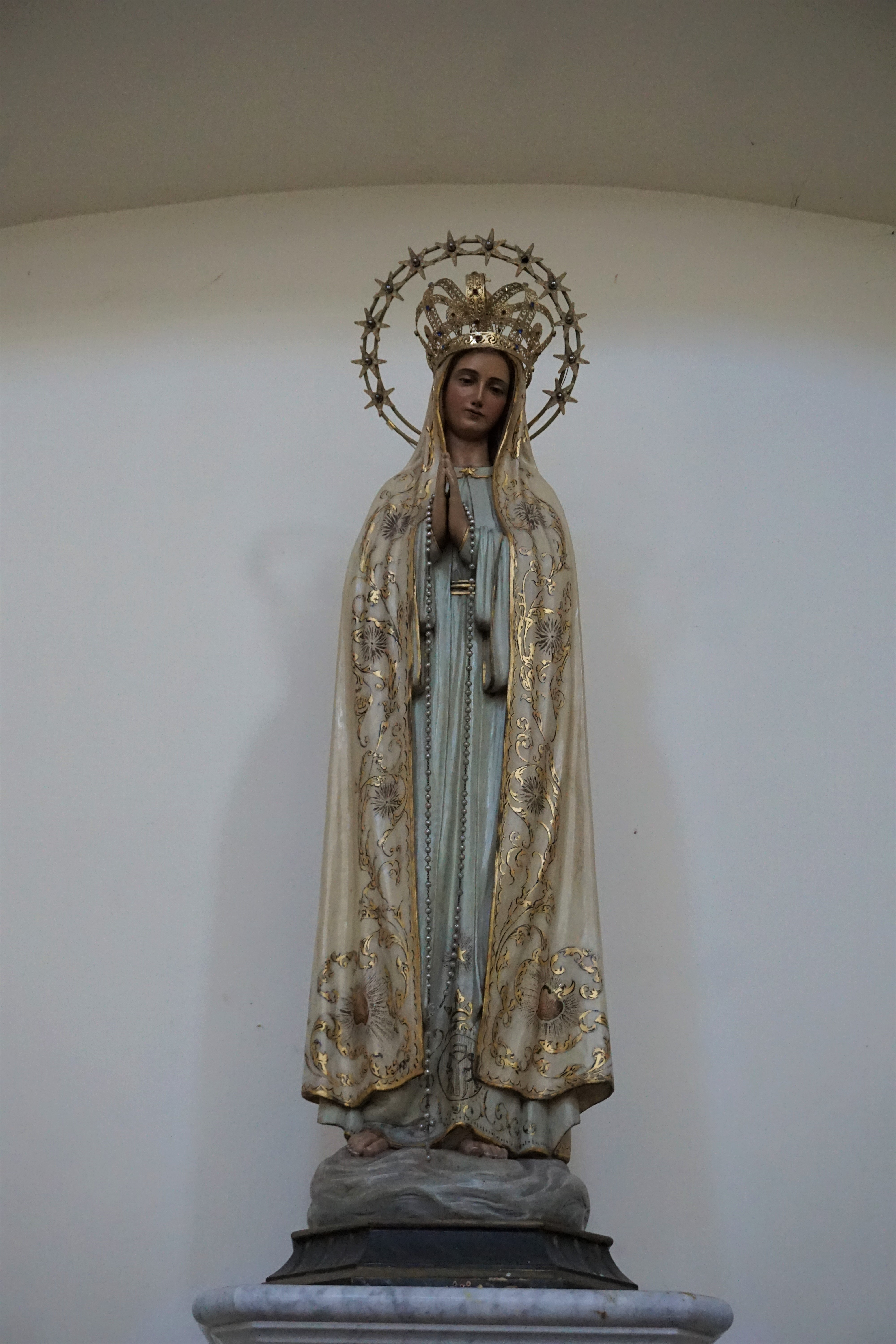
la statua della Madonna di Fatima
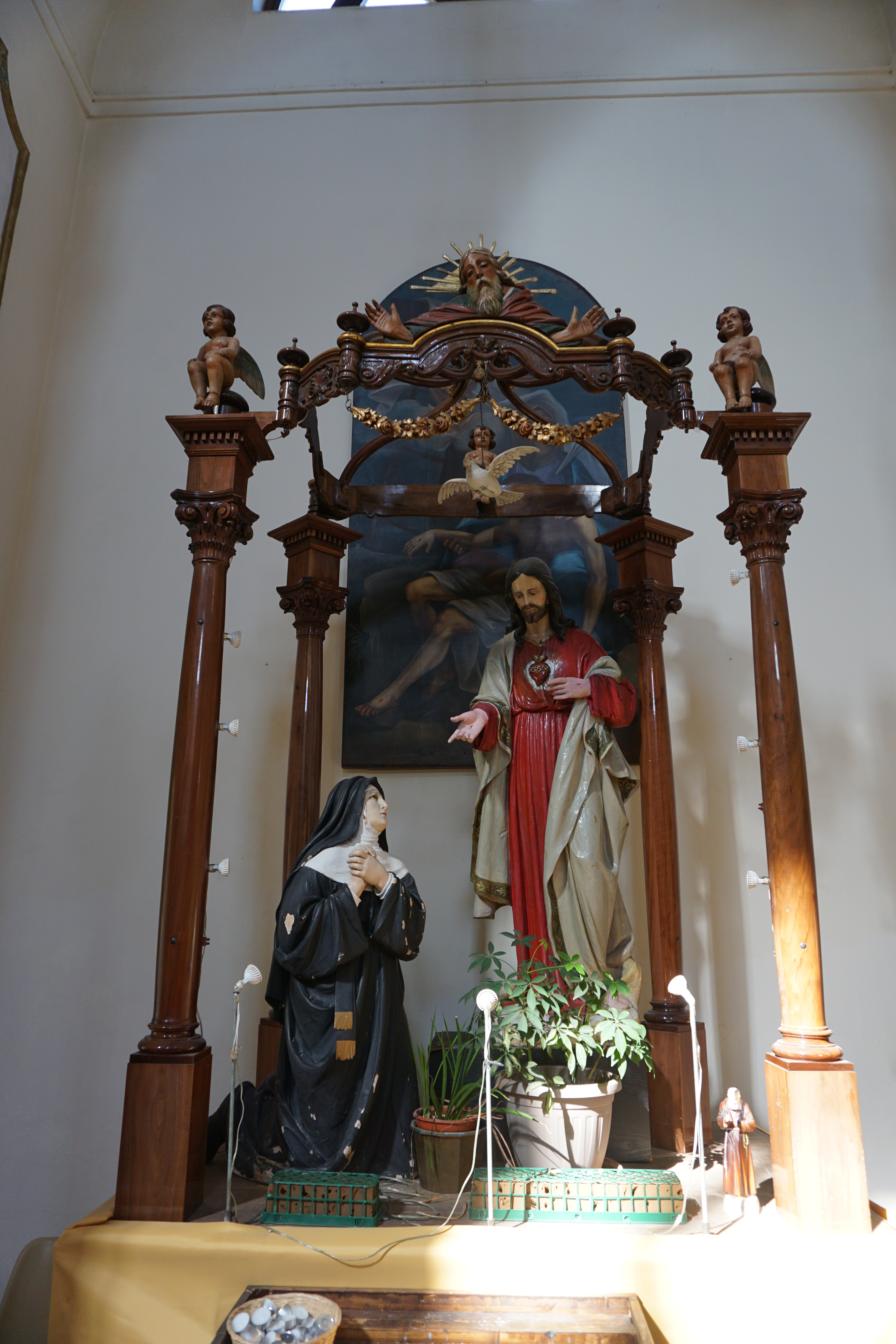
vara e statue del Sacro Cuore e di Santa Margherita
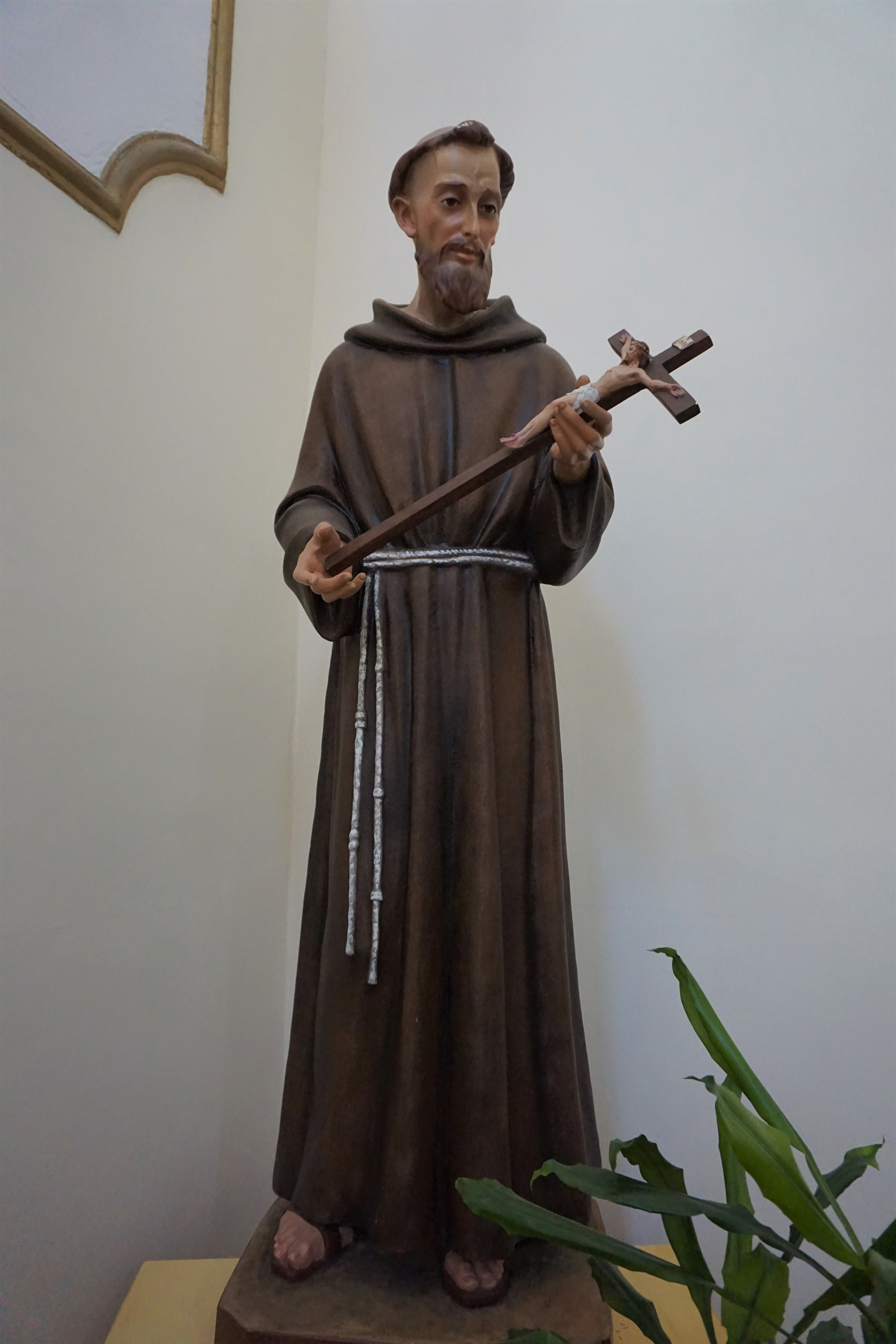
statua di San Francesco d'Assisi
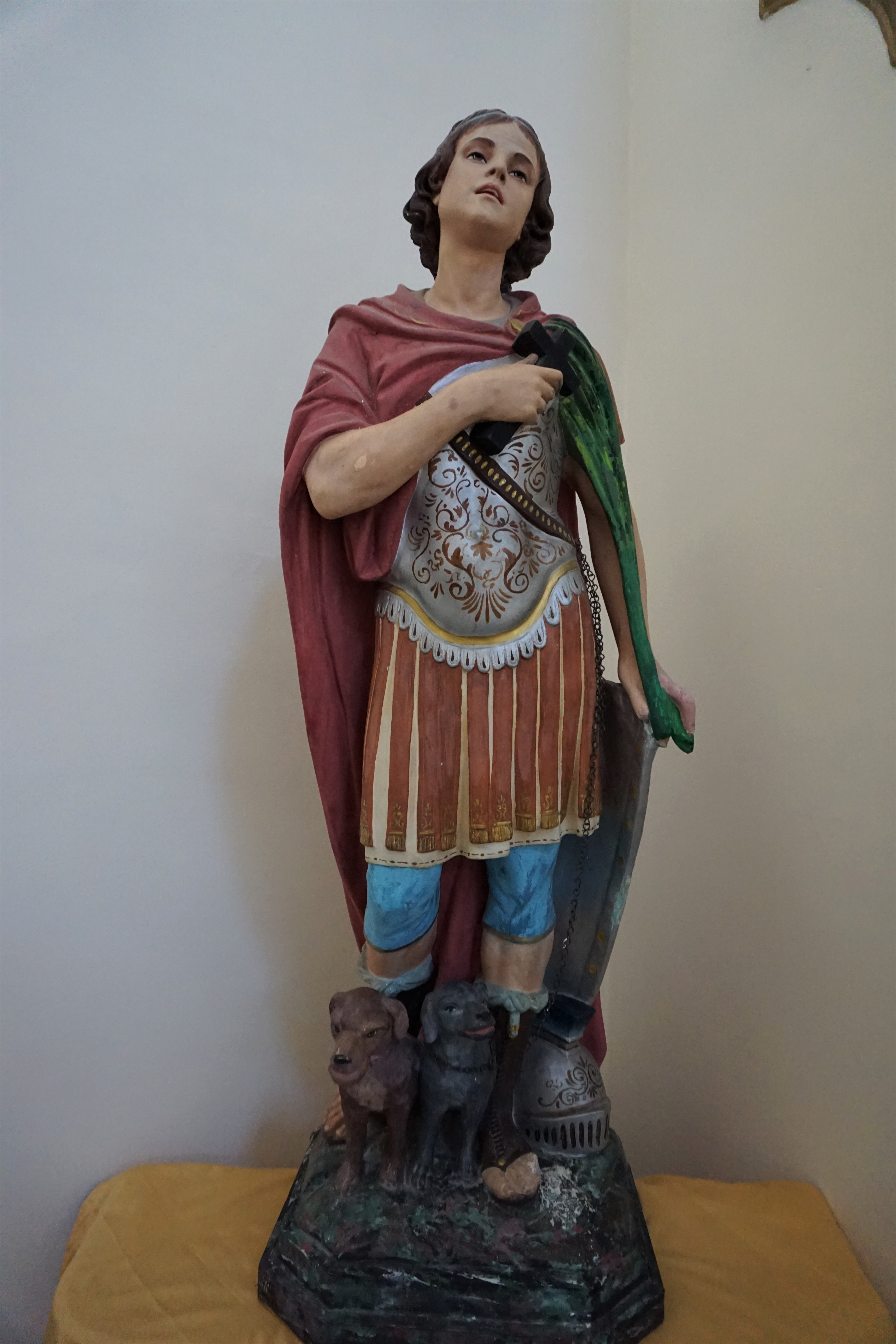
statua di San Vito martire
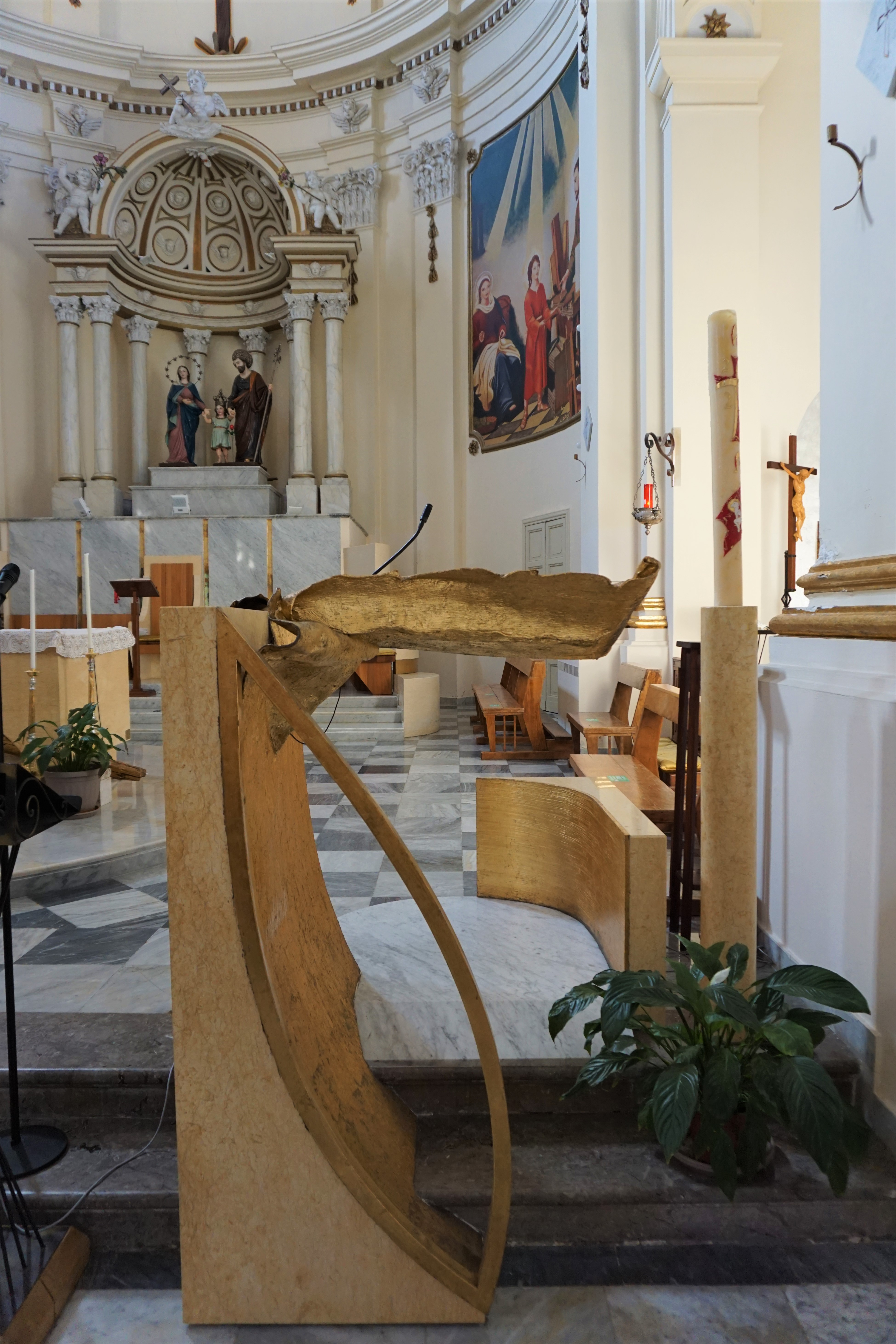
l'ambone
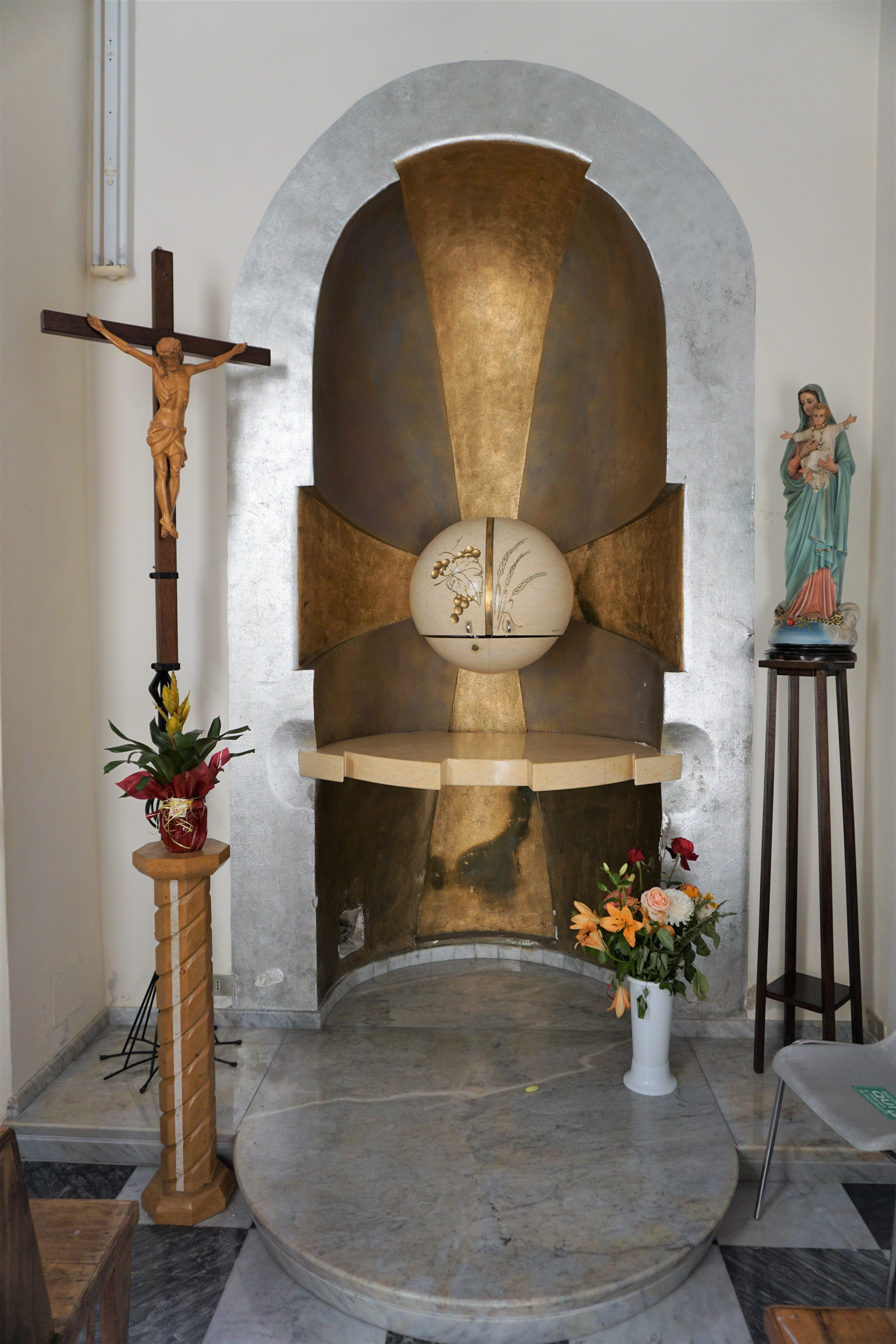
il tabernacolo
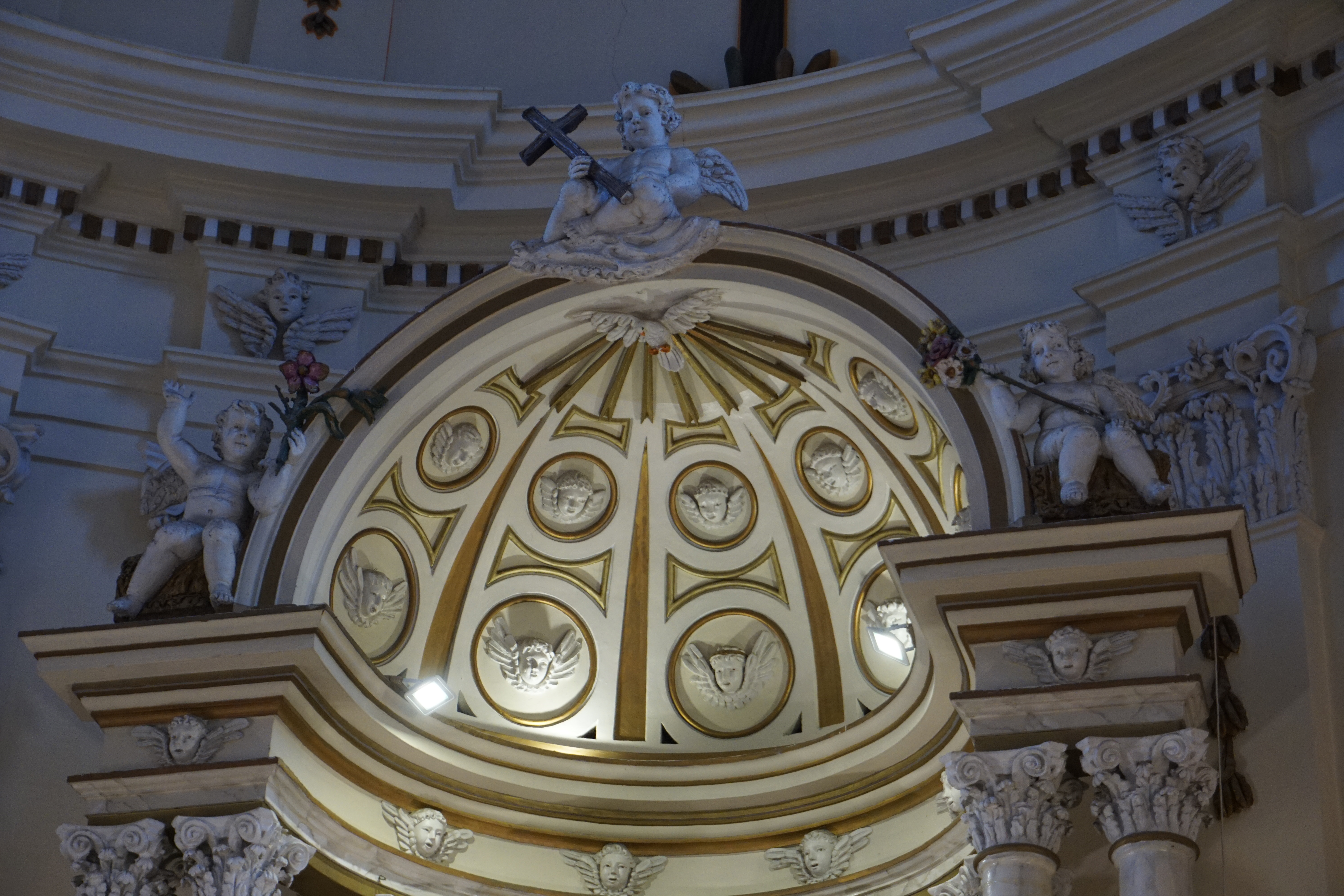
semi cupola altare maggiore
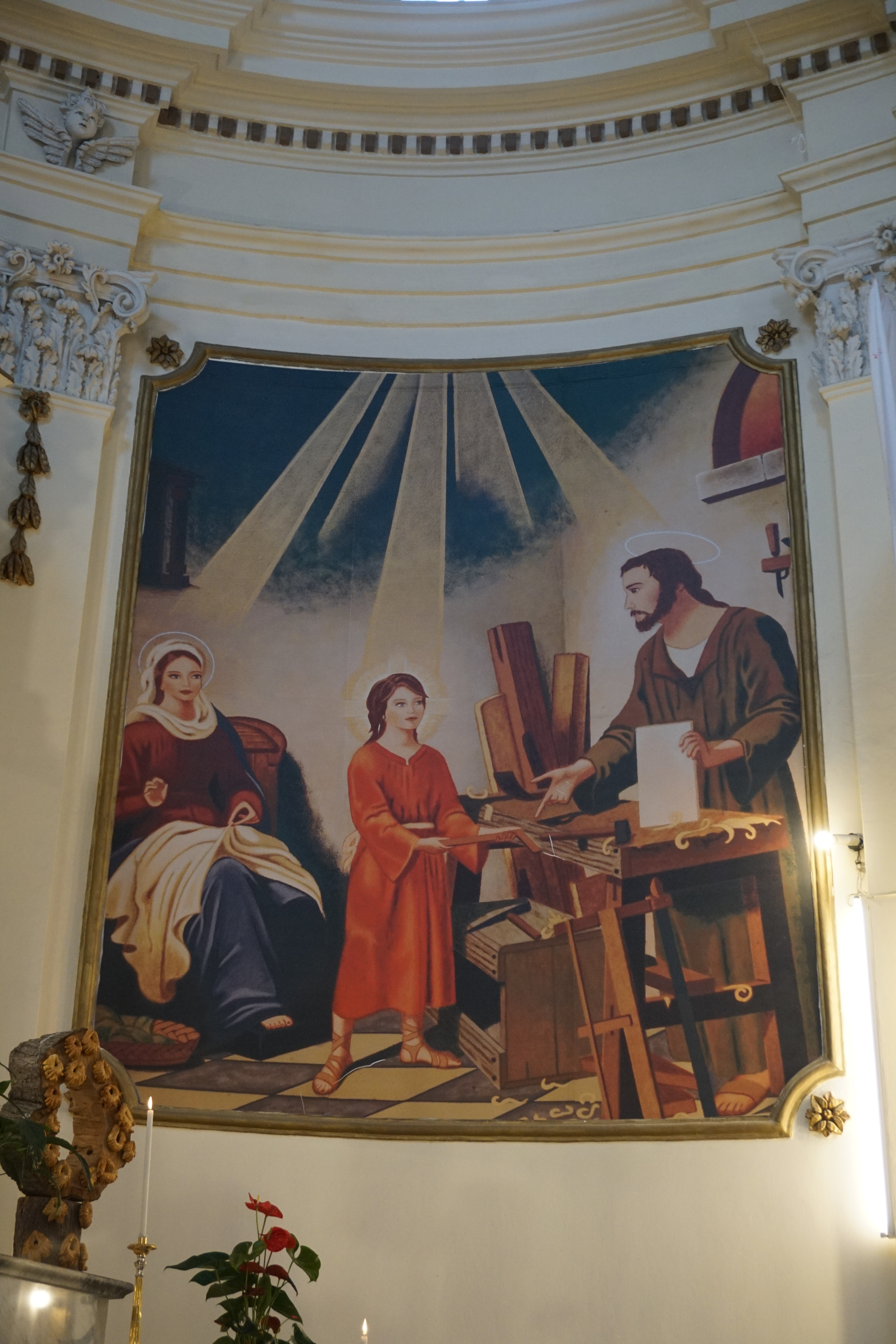
affresco della Sacra Famiglia
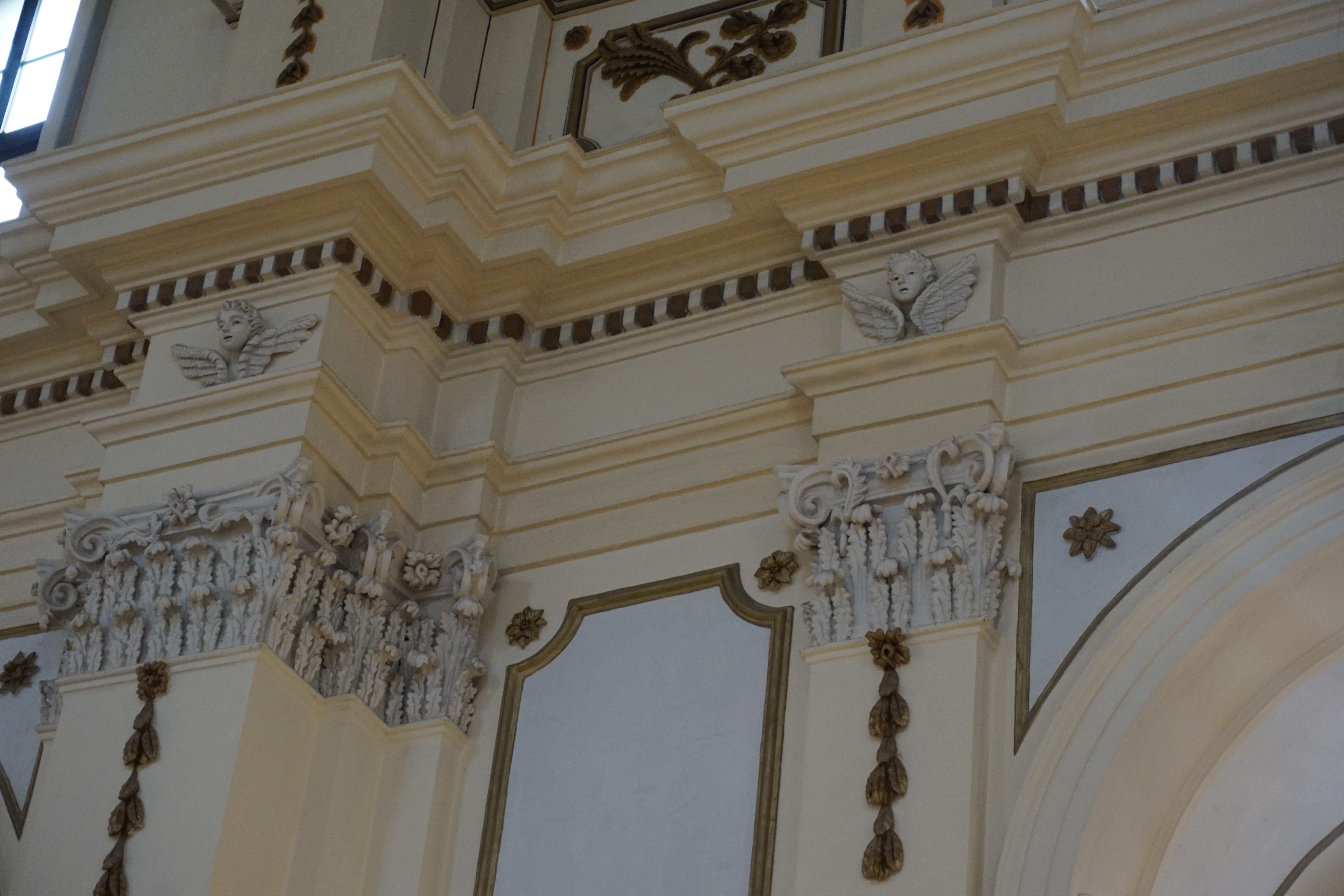
particolare stucchi, capitelli e cornicione